# Dialogmethode
Die Dialogmethode ist eine Direktmarketing-Technik zur schriftlichen Marktkommunikation, die Ende der 1970er Jahre von Siegfried Vögele entwickelt wurde. Sie überträgt Elemente des persönlichen Verkaufsgesprächs auf die schriftliche verkaufsorientierte Kommunikation. Während der Verkäufer im direkten Dialog auf sein Gegenüber reagieren kann, ist es Aufgabe des Werbetexters, mögliche Fragen, Wünsche bzw. Einwände des Umworbenen zu antizipieren. So entsteht ein imaginärer Dialog mit der Zielgruppe, der in einen Verkaufsabschluss (Response) münden soll.
Vögele bezog Erfahrungen aus seiner Verkäufer- und Beratertätigkeit und dem Versandhandel in den 60er Jahren mit ein. Er doziert u. a. am Lehrstuhl für Psychologie der Universität München und hat ein eigenes Institut für Direktmarketing gegründet.

## Augenkamera
Mit einer Augenkamera  wird der Blickverlauf der Testperson beim Betrachten von visuellen Werbemitteln aufgezeichnet. Dabei kann  Reihenfolge, Dauer und Intensität der Wirkung einzelner Elemente auf den Probanden beobachtet werden und so Rückschlüsse auf die Wirksamkeit des Werbemittels gezogen werden.
Vögele leitete aus seiner Arbeit einige allgemeine Regeln zur Verfassung von schriftlichen Werbemitteln ab, zum Beispiel für Werbebriefe:
- Die wichtigsten Werbebotschaften müssen innerhalb 20 Sekunden beim Leser ankommen, danach geht die Aufmerksamkeit verloren.
- Nach Adresse und Anrede wird noch vor dem Brieftext das P.S. Postskriptum gelesen, im P.S. sollte also eine zugkräftige Werbebotschaft enthalten sein. Vögele fasste die Erkenntnisse in seinem Buch Dialogmethode: Das Verkaufsgespräch per Brief und Antwortkarte zusammen.

## Kritik
Kritiker bewerten aufgrund der heutigen Informationsflut die 20 Sekunden Begutachtungszeit eines Werbemittels als zu lang, außerdem bezweifeln sie die Wichtigkeit des Postskriptums und des Werbebriefes gegenüber der Prospektbeilage. Solche Behauptungen können für konkrete Werbemaßnahmen nur durch statistisch abgesicherte Tests erhärtet werden. Die neusten Studien des Siegfried-Vögele-Instituts, das mittlerweile 100%ige Tochterfirma der Deutschen Post AG ist, weisen eine Begutachtungszeit von nur noch sieben Sekunden auf.

## Realisierung der Dialogmethode durch Software
Die Dialogmethode Vögeles basiert auf der Idee des „schriftlichen Verkaufsgesprächs“ und wurde ursprünglich zur Ersetzung des persönlichen Verkaufsgesprächs entwickelt. Mit der zunehmenden Abbildung von Geschäftsprozessen durch IT in den 90er Jahren lag es nahe, das Dialog-Konzept von Vögele wiederaufzugreifen und auch Software-technisch umzusetzen.
Die erste Firma, die diesen Ansatz verfolgte, war die VALyou Software GmbH. Das Münchner Unternehmen brachte in direkter Zusammenarbeit mit Vögele im Jahr 1996 das Datenbank-gestützte Dialogmarketing-Tool VALyou Professional auf den Markt. Das in den ersten Jahren von den Direktmarketing-Centern der Deutschen Post vertriebene Tool setzt die Dialogmethode im Rahmen von digitalen Dialog-Marketing-Kampagnen um. Jede Kampagne besteht aus bis zu drei zugeordneten Aktionen, jede Aktion wiederum aus bis zu zwei kommunikativen Handlungen. So kann im Rahmen einer ersten Aktion ein Serienbrief oder Serien-Mailing mit Response-Element versandt werden, der Rücklauf wird in der Datenbank erfasst und bildet die Basis für weitere maßgeschneiderte Aktionen. Jede Kampagne kann dann über verschiedene Berichtsvorlagen analysiert und ausgewertet werden. Die gezielte Kundenansprache, die durch diese digitale Umsetzung der Dialog-Methode ermöglicht wird, kann als ein wichtiges Element und als Vorform des elektronischen Customer Relationship Managements (eCRM) betrachtet werden.